# Куджба, Ахмат Бакирович
Ахмат Абдульсалямович Куджба (1953, д. Мумсия, Эль-Кунейтра, Сирия — 1996, Дамаск) — сирийский врач, кардиохирург, кандидат медицинских наук, общественный деятель абхазского происхождения.
Известен тем, что стал первым врачом-кардиохирургом, осуществившим на Ближнем Востоке пересадку сердца.

## Биография
Потомок махаджиров из местечка Куджба Яшта, покинувших историческую родину в результате Кавказской войны.
Абхаз, из рода Куджба. Родился в Сирии. Медицинское образование получил в Москве, окончил Университет дружбы народов им. Патриса Лумумбы, специализировался в ряде зарубежных стран по кардиохирургии.
В ноябре 1980 года в селе Дурипше Гудаутского района сыграл свадьбу.
Провёл первую в Сирии операцию по трансплантации сердца. В 1991 году получил высший орден Сирии — «За заслуги» первой степени. Активно сотрудничал с черкесскими благотворительными обществами, бесплатно оперировал нуждающихся в медицинской помощи черкесов и абхазов.
После известных[каких?] событий в Абхазии в конце 1980-х годов трижды от имени кавказской общины в Сирии обращался к правительству СССР, к генеральному секретарю ЦК КПСС, председателю Президиума Верховного Совета СССР М. С. Горбачёву с просьбой о возвращении на Родину.
Участник Войны в Абхазии (1992—1993), лечил раненых бойцов в Гудаутской городской больнице.

## Память
- В честь Куджбы назван абхазский Научно-исследовательский центр курортологии и нетрадиционной медицины им. А. Куджба.
- В 2001 году Почта Абхазии выпустила почтовую марку с его изображением.